# Leon Fokas

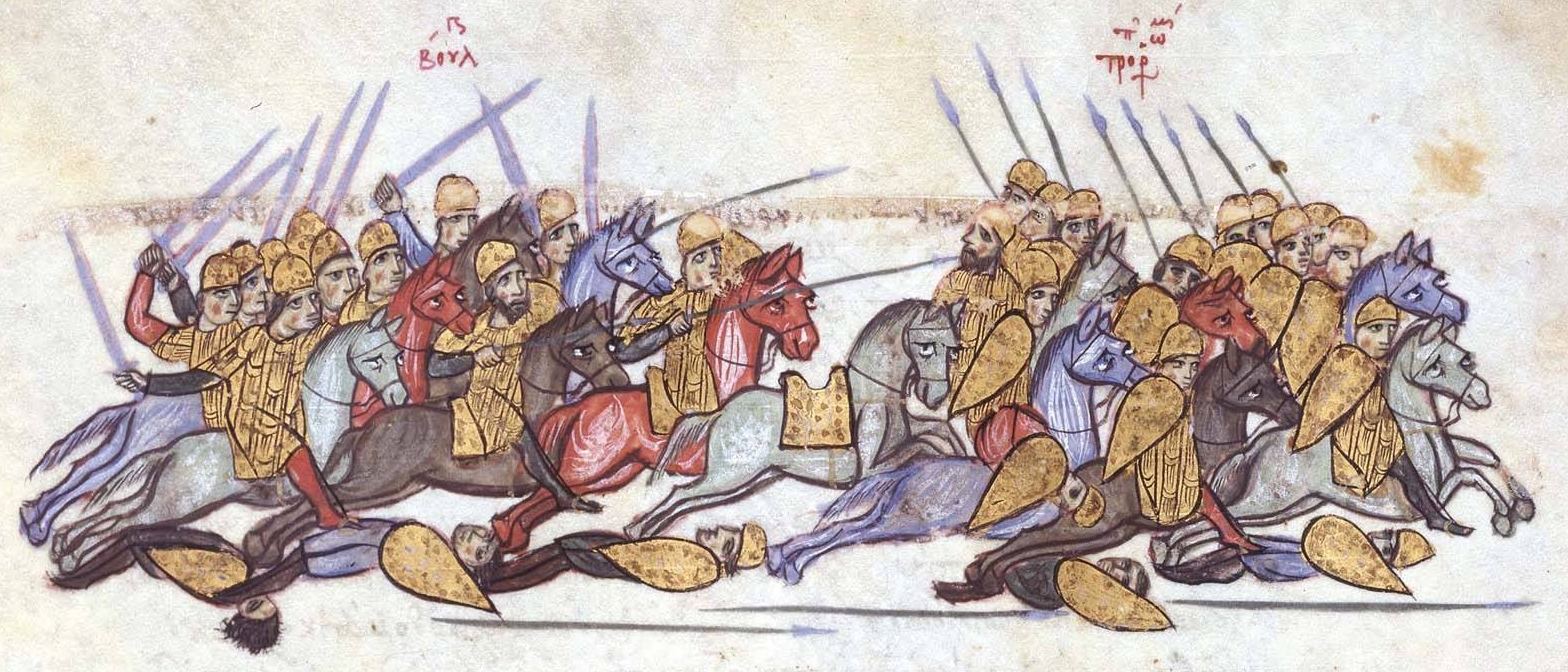
Bitwa pod Anchialos. Ilustracja z madryckiego rękopisu Kroniki Jana Skylitzesa

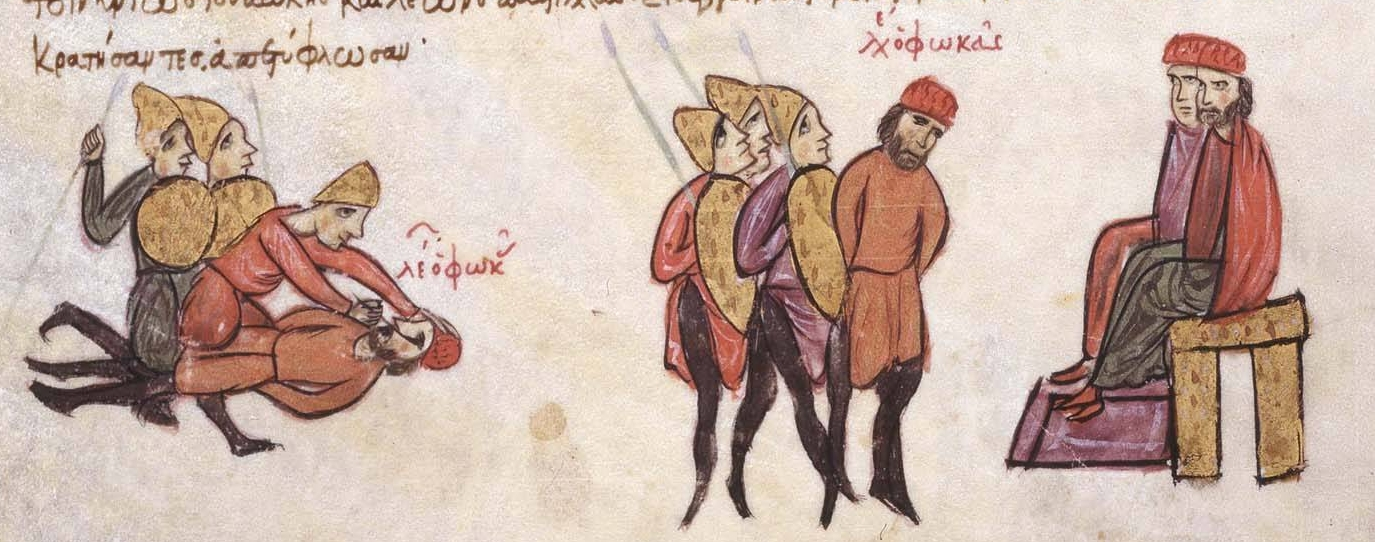
Pojmanie i oślepienie Leona Fokasa. Ilustracja z madryckiego rękopisu Kroniki Jana Skylitzesa

Leon Fokas (IX/X w., grec. Λέων Φωκᾶς) – bizantyński wódz z okresu panowania dynastii macedońskiej, na początku X w.

## Życiorys
Syn wodza bizantyńskiego Nicefora Fokasa, stryj późniejszego wodza i cesarza Nicefora II. Należał do bliskich współpracowników cesarzowej Zoe Karbonopsiny. W 917 jego wojska poniosły klęskę w bitwie pod Anchialos w walce z carem Bułgarii Symeonem. W 918 poniósł kolejną klęskę pod Katasyrtai. Niepowodzenia te ułatwiły dojście do tronu Romanowi I Lekapenowi (920–944). Leon Fokas próbował wystąpić przeciw niemu, ale nie zyskał poparcia wojska. Został schwytany w Goeleon w Azji Mniejszej i oślepiony.